# Hemibagrus gracilis
Hemibagrus gracilis är en fiskart som beskrevs av Ng och Ng, 1995. Hemibagrus gracilis ingår i släktet Hemibagrus och familjen Bagridae. Inga underarter finns listade i Catalogue of Life.